# Sachi Tamashiro
Sachi Tamashiro (28 de abril de 1980; México) é uma atriz e dubladora mexicana

## Biografia
Sachi nasceu no dia 28 de abril de 1980 na cidade do México, seu pai é de origem japonesa e sua mãe é mexicana.

## Carreira
Tamashiro dedicava-se antes em atuações de trabalho na ária de comércio internacional em Nova Zelândia. Estudou no Centro de Educação Artística de televisão. Participou em várias atuações de telenovelas como: Cuando me enamoro, Ni contigo ni si sin ti e Um refugio para el amor. Mas tarde interpretou a July Barbosa na novela La mujer del vandaval.

## Filmografia
Telenovelas
- Fugitivas, en busca de la libertad (2024) - Frida Segovia / Estrella Anis Maldonado Gaucho
- Vencer la culpa (2023) - Susana Ortega Pizaña
- Los ricos también lloran (2022) - Dra. Altamira
- SOS me estoy enamorando (2021) - Verónica
- Quererlo todo (2020-2021) - Berenice "Bere" Cabrera Téllez
- Enemigo íntimo 2 (2020) - Lida Gutiérrez de Soto
- Te doy la vida (2020) - Victoria "Vicky" Regil
- Tenías que ser tú (2018) - Petra Jacqueline Rosas "Jaquie"
- Enamorándome de Ramón (2017) - Margarita Medina Requena
- Tres veces Ana (2016-2017) - Maribel
- La sombra del pasado (2014-2015) = Dolores "Lola" Otero[2]
- Por siempre mi amor (2014)
- La mujer del vendaval (2012-2013) - July Barbosa
- Un refugio para el amor (2012) - Vicky
- Ni contigo ni sin ti (2011) - Yola Zorrilla
- Cuando me enamoro (2010) - Eulalia

### Séries de televisão
- Como dice el dicho (2011) como Julia
- La rosa de Guadalupe (2011)
- Lo que tu ganas (2010)

### Dublagem
Séries de televisão
- Parenthood - Amber Holt (Mae Whitman)
- Hollywood Heights - Melissa Sanders (Ashley Holliday)
- Teen Wolf - Lydia Martin (Holland Roden)

##### Realite shows
- Survivor